# Syneches claripilosus
Syneches claripilosus är en tvåvingeart som beskrevs av Saigusa 1964. Syneches claripilosus ingår i släktet Syneches och familjen puckeldansflugor. Inga underarter finns listade i Catalogue of Life.